# Jiří Popelka
Jiří Popelka (*15. prosince 1971 Kolín) je český masový vrah, který společně se svým kamarádem Zbyňkem Škorničkou 29. dubna 1989 zavraždil své rodiče, babičku a mladší sestru. V době spáchání čtyřnásobné vraždy mu bylo 17 let.

## Život
Jiří Popelka se narodil v Kolíně v roce 1971. Jeho matka Naděžda byla zdravotní sestra, otec Petr pracoval jako lékař. S rodiči a sestrou měl spíše chladný vztah. Otce popisoval jako despotu. Rozuměl si především se svým strýcem. Byl sportovně založený, velice inteligentní a v kolektivu oblíbený. V sedmé třídě základní školy se seznámil s o rok mladším Zbyňkem Škorničkou. Ten bral Popelku jako staršího bratra. Popelka nad ním také intelektově vynikal a v této dvojici byl dominantním. Společně se zajímali o bojové sporty (především karate, judo, kung-fu), informace čerpali jak na tréninku, tak sledováním filmů na videokazetách. Spolu vyráběli různé zbraně jako např. vrhací hvězdice či samurajské meče a po vzoru nindžů si obarvili kimona na černo a opatřili je kuklami. Zatímco Popelka pokračoval ve studiu na kolínském gymnáziu, Škornička se učil na strojnickém učilišti ČKD Kolín. V době spáchání zločinu byl Popelka ve třetím ročníku, Škornička ve druhém.

## Plánování vražd
Podle Popelky oba chlapci začali již tři měsíce před zločinem plánovat útěk do Německa. Důvodem pro opuštění republiky měla být nepříznivá situace v Československu a nedostatek možností pro trénování bojových umění. Popelka se na západě toužil stát elitním zabijákem, ať už jako člen speciálního komanda, či v cizinecké legii. Škornička nebyl primárně násilné povahy a chtěl se uplatnit spíše jako instruktor bojových umění. Popelka naplánoval útěk přes Šumavu, tvrdil však, že se dvojice musí nejdřív vybavit a v horách potom podstoupit další výcvik. Předpokládal totiž, že se možná budou muset přes hranici probojovat. Měsíc před vraždami se rozhodli vloupat do budovy gymnázia, které Popelka navštěvoval. Zde byly ve skříni pro výcvik civilní obrany zamčeny dva samopaly vzor 58. Popelka předpokládal, že zbraně jsou plně funkční, protože jejich hlavně nebyly zatavené a měly úderník. Do budovy se dostali po okapu. Skříň otevřeli páčidlem a kromě obou zbraní odcizili téměř 5000 malorážkových nábojů. Popelka se rozhodl obstarat si další zbraně od otce, který měl doma rozsáhlou sbírku. Měli také v plánu odcizit automobil VAZ 2106, kterým chtěli dojet na Šumavu a tam se ho zbavit. Popelka Škorničku upozornil na to, že u nich doma stále někdo je, takže bude nutné rodinu odstranit. Pro svůj čin si vybrali pátek 29. dubna, jelikož po něm následovaly 3 volné dny, které jim měly poskytnout dostatek času na útěk. Původní plán počítal s likvidací obou rodičů. Sestra s babičkou měly být zavražděny podle aktuální situace.

## Vraždy a dopadení
Krátce před půlnocí 28. dubna 1989 vpustil Popelka Škorničku do domu. Rodiče byli tou dobou na návštěvě u známých. Sestra a babička byly ve svých pokojích. Popelka vešel do otcovy pracovny, kde sebral funkční pistole Luger P.08 a Walther P38 ráže 9mm. V dětském pokoji potom obě zbraně nabil uschovaným střelivem, Škorničkovi dal Walther a rychle ho instruoval, jak se se zbraní zachází. Škornička se poté schoval na schodišti u půdy. Popelka si lehl do své postele a předstíral spánek. Asi v 1 hodinu po půlnoci se manželé Popelkovi vrátili domů. Naděžda zkontrolovala pokoje syna i dcery a přesvědčená o tom, že oba už spí, si šla lehnout vedle svého manžela do ložnice v přízemí. Jakmile nastalo v domě ticho, vpustil Popelka Škorničku zpět do svého pokoje, natáhli si kukly a poté pomalu po schodech sestoupili do přízemí. Matka však zaslechla z chodby hluk a zeptala se, zda je to dcera nebo syn. Když nedostala odpověď, šla se podívat, co se děje. Jakmile narazila na maskovaného Popelku, vystřelil. Rozhodla se mu postavit a začali se v chodbě přetahovat. Hluk vzbudil jejího manžela, který jí přispěchal na pomoc. Syna společně natlačili do kuchyně. Ten však opět stihl vystřelit. Zezadu po nich dvakrát vypálil také Škornička. Oba manželé se zhroutili na zem. Popelka poté každého střelil do hlavy. Hluk probudil jeho babičku Annu Machů, která v patře přišla ke schodišti a zeptala se, co se dole děje a proč je na zemi krev. Popelka k ní vyběhl, skopl ji ze schodů a usmrtil výstřelem do čela. Oba poté vešli do pokoje jeho čtrnáctileté sestry Naděždy. Popelka se ji rozhodl uškrtit silonovou strunou o délce 2,4 metru. Při škrcení se poranil na ruce, navíc se Naděždě podařilo vložit pod strunu přikrývku. Popelka si odběhl pro kožené rukavice a potom společně se Škorničkou ve škrcení Naděždy neúspěšně pokračovali, když každý táhl za jeden konec struny. Také ji pětkrát udeřil hranou ruky do ohryzku. Po chvíli svoje snažení vzdali a Popelka poslal Škorničku pro injekční jehlu, kterou jí chtěli vrazit do míchy a tím ji usmrtit. Naděždu otočili na břicho a Popelka jí zabodl jehlu do krku. K poranění míchy nedošlo, proto ji raději střelil do zátylku.
Do automobilu potom naložili dva samopaly ze školy, o kterých se mylně domnívali, že jsou funkční, dále obě pistole použité při vraždách, dvě kulovnice, dvě brokovnice a bubínkový revolver. Naložili také velké množství střeliva, sečné zbraně, dalekohledy, lana a nějaké jídlo. Okolo 2:30 nad ránem s autem vyjeli z domu, vjeli však přímo do cesty hlídkujícímu vozu Škoda 120 Veřejné bezpečnosti s trojčlennou posádkou. Ta si okamžitě všimla vozu se zhasnutými světly, který při výjezdu zavadil bokem o kovovou bránu, a opakovaně dala posádce znamení k zastavení. Popelka však naopak zrychlil. Příslušníci začali automobil pronásledovat. Během jízdy se je Popelka pokusil srazit z vozovky a navést na protijedoucí nákladní automobil. Pronásledování pokračovalo směrem na Kutnou Horu. Policisté dostali povolení zastavit vůz střelbou. Také Popelka vyzval Škorničku, aby nabil brokovnici a po policistech vypálil. Ten zbraň sice nabil, ale vystřelit odmítl. Na okraji Kutné Hory nezvládl Popelka řízení, na mokré vozovce v Kouřimské ulici dostal smyk a naboural do obrubníku, o který prorazil pneumatiky. Oba vyskočili z automobilu a dali se na útěk každý jiným směrem. Strážmistr Suchý, který tu noc sloužil poprvé, se rozběhl za Popelkou, ten po něm však hodil plný zásobník a zasáhl ho do obličeje, takže kvůli zranění nemohl v pronásledování pokračovat. Velitel hlídky Hájek se pokusil zadržet Škorničku. Když selhal varovný výstřel, zachytil ho za oblečení a pokusil se ho strhnout, ale proti fyzicky dobře disponovanému chlapci neměl šanci. Škornička se začal bránit pomocí úderů a kopů, proto ho Hájek omráčil úderem zbraní do hlavy. Škornička byl spoután a převezen do nemocnice. Popelka doběhl do nedaleké zahrádkářské kolonie, kde se schoval v jednom z domků. Ten opustil kolem 11. hodiny, protože nevěděl, co má dál dělat a byl zakrátko bez odporu zadržen.

## Odsouzení
Policie zjistila, že majitelem automobilu je MUDr. Petr Popelka, který je zároveň obecně známý jako sběratel historických zbraní, z nichž některé se našly na zadním sedadle havarovaného automobilu. Do Popelkova bydliště byly vyslány dvě výjezdové skupiny včetně policejního technika, jelikož první strážník, který se k domu dostal, ohlásil, že skrz vchodové dveře pravděpodobně zahlédl ležící tělo. Policie vnikla do domu přes zadní terasu, aby neznehodnotila případné stopy kolem vchodových dveří. Postupně byla objevena těla Naděždy Popelkové ml., Naděždy Popelkové st., Anny Machové a MUDr. Petra Popelky. Škornička se ihned po probuzení z bezvědomí k vraždám přiznal. Za hlavu celé akce označil Popelku, kterého se údajně bál. Soud s oběma pachateli proběhl 27. října 1989. Popelka byl odsouzen k deseti letům odnětí svobody, tedy maximálnímu možnému trestu pro mladistvého, Škornička k osmi letům. Popelkovi byl také státem zabaven dům. Při amnestii byl v roce 1990 oběma snížen trest o jeden rok. Popelka byl propuštěn na svobodu po odpykání devíti let, Škornička po odpykání zhruba poloviny trestu. Ačkoliv Kolín dle zákona zajistil Popelkovi ubytování, ten se z města krátce po propuštění odstěhoval.